# Bandella noorinbee
Bandella noorinbee är en tvåvingeart som beskrevs av Daniel J. Bickel 2002. Bandella noorinbee ingår i släktet Bandella och familjen dansflugor. Inga underarter finns listade i Catalogue of Life.